# Bureau politique
Pour les articles homonymes, voir BP.

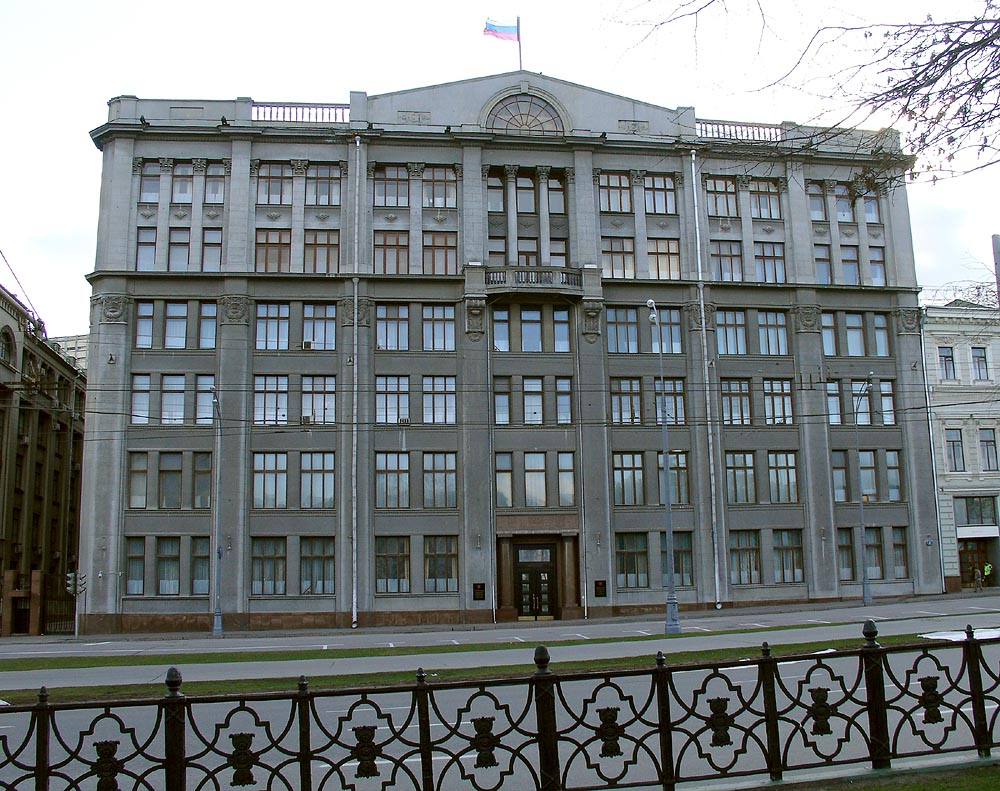
Siège du Comité central du Parti communiste de l'Union soviétique dans les années 1920-1991, actuelle administration du président de la Russie.

Le bureau politique (parfois abrégé BP) est le premier conseil de certains partis politiques.
La traduction russe de l'expression « bureau politique », abrégée en politburo, est parfois associée aux partis communistes, notamment ceux au pouvoir dans les régimes communistes, où ils constituent l'une des principales autorités de l'État, ceci en raison des liens historiques qui les ont associés à l'Union soviétique, mais cet emploi peut avoir tendance à tomber en désuétude en raison de la disparition de l'Union soviétique en 1991 :
- le Politburo du Parti communiste de l'Union soviétique (n'existe plus depuis 1991) ;
- le Politburo du Parti communiste chinois (l'expression est tombée en désuétude au profit de « bureau politique ») ;
- le Politburo de l'Armée Nord-coréenne.

Le terme existe également au sein de quelques partis politiques des pays démocratiques. En France, les formations gaullistes ont utilisé les appellations de « comité central » et « bureau politique » de 1958 (UNR) à 2002 (disparition du RPR au moment de la création de l'UMP). Ce fut aussi le cas du Front national.

## Reprise du terme
L'expression Politburo a également été utilisée pour désigner des organes décisionnels jouant la même fonction que le Politburo du Parti communiste de l'Union soviétique. Le terme est volontiers utilisé avec une connotation négative, notamment à l'encontre de partis communistes ou de partis récents d'extrême-gauche, afin de mettre en relief les parallèles avec le système soviétique.